# فهرست شاهان بلژیک
در زیر فهرستی از پادشاهان بلژیک از سال ۱۸۳۱ که آن کشور استقلالش از هلند را طی انقلاب بلژیک در ۱۸۳۰ به‌دست‌آورد و نخستین شاه کشور لئوپولد یکم به سلطنت رسید آورده شده است:
| تصویر                 | نام                            | زادروز - مرگ                    | شاه از          | شاه تا         |               |
| --------------------- | ------------------------------ | ------------------------------- | --------------- | -------------- | ------------- |
|                       | Erasme Louis Surlet de Chokier | ۲۷ نوامبر ۱۷۶۹ - ۷ اوت ۱۸۳۹     | ۲۵ فوریه ۱۸۳۱   | ۲۱ ژوئیه ۱۸۳۱  |               |
|                       | لئوپولد یکم                    | ۱۶ دسامبر ۱۷۹۰ - ۱۰ دسامبر ۱۸۶۵ | ۲۱ ژوئیه ۱۸۳۱   | ۱۰ دسامبر ۱۸۶۵ |               |
| پسر لئوپولد یکم       | لئوپولد دوم                    | ۹ آوریل ۱۸۳۵ - ۱۷ دسامبر ۱۹۰۹   | ۱۷ دسامبر ۱۸۶۵  | ۱۷ دسامبر ۱۹۰۹ |               |
| خواهرزادهٔ لئوپولد دوم | آلبرت یکم                      | ۸ آوریل ۱۸۷۵ - ۱۷ فوریه ۱۹۳۴    | ۲۳ دسامبر ۱۹۰۹  | ۱۷ فوریه ۱۹۳۴  |               |
| پسر آلبرت یکم         | لئوپولد سوم                    | ۳ نوامبر ۱۹۰۱ - ۲۵ سپتامبر ۱۹۸۳ | ۲۳ فوریه ۱۹۳۴   | ۱۶ ژوئیه ۱۹۵۱  |               |
|                       | Charles                        | ۱۰ اکتبر ۱۹۰۳ - ۱ ژوئن ۱۹۸۳     | ۲۰ سپتامبر ۱۹۴۴ | ۲۰ ژوئیه ۱۹۵۰  |               |
| پسر لئوپولد سوم       | بودوئن                         | ۷ سپتامبر ۱۹۳۰ - ۳۱ ژوئیه ۱۹۹۳  | ۱۷ ژوئیه ۱۹۵۱   | ۳۱ ژوئیه ۱۹۹۳  | ۳۱ ژوئیه ۱۹۹۳ |
| برادر بودوان          | آلبرت دوم                      | ۶ ژوئن ۱۹۳۴ -                   | ۹ اوت ۱۹۹۳      | ۲۱ ژوئیه ۲۰۱۳  |               |
|                       | فیلیپ                          | ۱۵ آوریل ۱۹۶۰ -                 | ۲۱ ژوئیه ۲۰۱۳   |                |               |